# 范愛眾
范愛眾（1535年—？），字同人，東勝右衛（在遵化）軍籍，山西平陽府臨汾縣人，明朝政治人物。

## 生平
順天府遵化縣學生。嘉靖十六年（1537年）丁酉科順天府鄉試第六十四名舉人。嘉靖四十一年（1562年）中式壬戌科會試第二百九名，三甲第二十名進士。授西安府推官，历官河南南阳府通判、湖广襄阳府同知，隆慶六年（1572年）正月升陕西按察司佥事，九月以贪酷，革职为民。

## 家族
曾祖范銘；祖父范聰；父范恭。前母孫氏；母袁氏。具庆下。弟御衆、與衆。